# September 2015
Dit artikel geeft een chronologisch overzicht van de belangrijkste gebeurtenissen per dag van de maand september in het jaar 2015.

## Gebeurtenissen

### 1 september
- Wetenschappers ontdekken in de Amerikaanse staat Iowa een nieuwe zeeschorpioenensoort. Het uitgestorven dier leefde tijdens het Ordovicium en had een lengte van 1,5 meter. De soort kreeg de naam pentecopterus decorahensis.
- De Hongaarse politie sluit het treinstation Keleti in de hoofdstad Boedapest af wegens een grote instroom van vluchtelingen.
- Paus Franciscus roept alle katholieke priesters op om vrouwen die een abortus hebben ondergaan te vergeven tijdens het Heilig Jaar 2016.
- Een rechtbank in de Azerbeidzjaanse hoofdstad Bakoe veroordeelt de onderzoeksjournaliste Khadija Ismayilova tot een gevangenisstraf van 7,5 jaar wegens onder andere smaad, belastingontduiking en machtsmisbruik.
- De Curaçaose premier Ivar Asjes treedt af nadat zijn eigen partij Pueblo Soberano het vertrouwen in hem had opgezegd.
- De Surinaamse regering kondigt de afschaffing van de subsidies op elektriciteit, water, benzine en diesel aan.
- De Somalische terreurbeweging Al-Shabaab claimt een basis van AMISOM, de vredesmacht van de Afrikaanse Unie, te hebben veroverd. Daarbij zouden zeker vijftig militairen zijn gedood.

### 2 september
- Bij een brand in een appartementencomplex in de Franse hoofdstad Parijs komen acht mensen om het leven.
- Gemaskerde mannen ontvoeren zestien Turkse bouwvakkers in de Iraakse hoofdstad Bagdad.
- De rechtbank Noord-Nederland bepaalt dat de Nederlandse Aardolie Maatschappij (NAM) de aardbevingsschade aan Groningse huiseigenaren direct moet vergoeden.
- De Europese Commissie keurt de overname van de Britse gasproducent BG Group door het Brits-Nederlands energieconcern Shell goed.
- Bij twee zelfmoordaanslagen op een moskee in de Jemenitische hoofdstad Sanaa vallen zeker 20 doden en raken meer dan zeventig gewonden. Terreurgroep IS eist de aanslag op.
- In de stad Latakia, aan de westkust van Syrië, vallen bij een bomaanslag tien doden. De aanslag valt speciaal op omdat de Syrische Burgeroorlog niet in dit deel van het land woedt.
- In Parijs pakt de politie een man op die in verband wordt gebracht met de brand in een appartement een dag eerder, die acht levens eiste.

### 3 september
- Een schip met circa 70 mensen aan boord kapseist voor de kust van Maleisië. Hierbij komen minstens 14 mensen om het leven.
- De Guatemalaanse president Otto Pérez Molina treedt af nadat er een arrestatiebevel tegen hem is uitgevaardigd.
- De Hongaarse politie heft de blokkade van het treinstation Keleti in de hoofdstad Boedapest op.
- China krimpt zijn leger met 300.000 militairen.

### 4 september
- Het Guatemalaanse Openbaar Ministerie arresteert de oud-president Otto Pérez Molina op grond van corruptie en zet hem vast in een cel.
- De Syrische archeologische dienst meldt dat tien dagen geleden IS-leden drie graftorens in de ruïnestad Palmyra hebben opgeblazen.
- Het Hongaarse parlement stemt in met een aantal wetswijzigingen, waardoor de migratiewetten worden aangescherpt.
- Terreurgroep IS laat vijftien Syrische christelijke gijzelaars vrij na betaling van losgeld.
- Bij een aanval door de Houthi-rebellen op een wapendepot in Jemen komen zestig militairen van de internationale coalitie onder leiding van Saoedi-Arabië om het leven.

### 5 september
- Het parlement van de Volksrepubliek Donetsk in Oost-Oekraïne zet de rebellenleider Andrej Poergin af.
- Circa 2000 vluchtelingen uit conflictgebieden die eerst in Hongarije vastzaten komen aan in Oostenrijk om later door te reizen naar Duitsland, nadat in gezamenlijk is overleg is besloten dat ze door mogen.
- Bij een rallyongeluk in Spanje komen zeven mensen om het leven.
- Bij bombardementen van de anti-Houthi-coalitie onder leiding van Saoedi-Arabië in Jemen raakte het ministerie van Defensie in de hoofdstad Sanaa zwaar beschadigd.
- De Franse politicus Jean-Marie Le Pen richt een politieke partij op, genaamd Rassemblement Bleu Blanc Rouge.

### 6 september
- Terreurgroep al-Shabaab herovert de Somalische stad Buqda op de troepen van de Afrikaanse Unie.
- In de Moldavische hoofdstad Chisinau gaan tienduizenden mensen de straat op om te protesteren tegen president Nicolae Timofti, die ze beschuldigen van corruptie.
- Paus Franciscus doet een beroep op alle parochies, religieuze gemeenschappen en kloosters op om elk één vluchtelingengezin op te nemen. Om het goede voorbeeld te geven zullen de twee parochies van het Vaticaan elk één vluchtelingengezin opnemen.
- De Roemeense politie arresteert de Boekarestse burgemeester Sorin Oprescu, op verdenking van corruptie.
- Meer dan tien Turkse militairen komen om in een hinderlaag van de Koerdische beweging PKK in het zuidoosten van het land.

### 7 september
- De Europese Commissie komt met een voorstel tot herverdeling van 120.000 asielzoekers over de EU-landen.
- In het zuidoosten van India komen meer dan 30 mensen om het leven door blikseminslag.
- Turkije voert luchtaanvallen uit op 23 PKK-doelen in Noord-Irak als vergelding voor de hinderlaag van de Koerdische PKK waarbij meer dan tien Turkse soldaten omkwamen.
- Wetenschappers vinden nabij Stonehenge een rij monolieten van duizenden jaren oud, een meter onder de grond. Het megaliet bestaat uit stenen van 4,5 meter hoog en wordt superhenge genoemd.
- Het zuiden van Spanje wordt geteisterd door overstromingen.

### 8 september
- Het VU medisch centrum in Amsterdam wordt volledig geëvacueerd wegens waterschade na een lek in een waterleiding in de nabijheid van het ziekenhuis.
- Het Turkse leger begint een grondoffensief tegen de Koerdische beweging PKK in het noorden van Irak. Het grondoffensief volgt op luchtaanvallen door de Turkse luchtmacht op PKK-doelen in Noord-Irak die het leven kosten aan tientallen PKK-strijders. De PKK slaat terug met een aanval op een politiebus in het oosten van Turkije. Hierbij komen 14 politieagenten om het leven.
- Paus Franciscus versoepelt de regels voor de ontbinding van een huwelijk in het kerkelijk recht.
- Bij een crash van een sportvliegtuig in de Belgische plaats Velaines komen twee mensen om het leven.
- Een zware zandstorm eist minstens acht mensenlevens in het Midden-Oosten.
- De Europese Commissie komt met een voorstel tot herverdeling van 120.000 asielzoekers over de EU-landen. Er wordt 780 miljoen euro extra ter beschikking gesteld.
- Joost Zwagerman maakt een einde aan zijn leven in zijn woonplaats Haarlem.

### 9 september
- De Europese Commissievoorzitter Jean-Claude Juncker presenteert een voorstel om 120.000 extra vluchtelingen te verdelen over de lidstaten van de Europese Unie in het Europees Parlement.
- Australië gaat terreurgroep IS naast in Irak ook in Syrië bombarderen.
- De Britse koningin Elizabeth II zit 63 jaar op de troon en is daarmee de langst zittende Britse vorst ooit.

### 10 september
- Rusland begint een strafzaak tegen de hoogste Oekraïense politieke en militaire leiders wegens vermeende genocide op Russische burgers in Donbas.
- Japan kampt met zware overstromingen veroorzaakt door hevige regenval. Het noodweer kost aan minstens zeven mensen het leven; zo'n 170.000 mensen moeten hun huis verlaten.
- In de Rising Stargrotten in Zuid-Afrika worden 1500 botjes van de Homo naledi gevonden. Het is de tot nu toe grootste vondst van menselijke fossielen in Afrika.
- Het treinverkeer tussen Oostenrijk en Hongarije is stilgelegd.

### 11 september
- Advocaat Gerard Spong doet aangifte tegen de Nederlandse Aardolie Maatschappij wegens het opzettelijk schade toebrengen aan huizen en gebouwen in de provincie Groningen.
- Een meerderheid in de Algemene Vergadering van de Verenigde Naties stemt in met het ophangen van de Palestijnse vlag bij het VN-hoofdkantoor in New York.
- Een meerderheid in de Amerikaanse Senaat stemt tegen een resolutie waarin wordt opgeroepen om het atoomakkoord met Iran te verwerpen.
- Een rechter in Venezuela veroordeelt de oppositieleider Leopoldo López tot een gevangenisstraf van ongeveer 14 jaar wegens het opzetten van gewelddadige protesten tegen de regering van president Nicolás Maduro.
- Oostenrijk sluit de snelweg tussen Boedapest en Wenen voor autoverkeer vanwege groepen vluchtelingen die op de snelweg lopen.
- De Turkse luchtmacht voert bombardementen uit op PKK-doelen in Noord-Irak.
- De Cubaanse president Raúl Castro kondigt amnestie af voor meer dan 3500 gevangenen. Aanleiding is het bezoek van paus Franciscus aan het land.
- Er vallen meer dan honderd doden na het omvallen van een bouwkraan op de moskee Al-Masjid al-Haram in de Saoedische stad Mekka.
- Tienduizenden mensen nemen deel aan een betoging voor de onafhankelijkheid van de Spaanse autonome regio Catalonië, in de stad Barcelona.
- De People's Action Party van president Tony Tan wint de parlementsverkiezingen in Singapore.
- Het Britse Lagerhuis stemt tegen de legalisering van euthanasie voor terminale patiënten.

### 12 september
- De leden van de Britse Labour Party kiezen de zeer linkse Jeremy Corbyn tot politiek leider als opvolger van de opgestapte Ed Miliband.
- Bij een vliegtuigcrash tijdens de opname van de Hollywood-film Mena in Colombia komen twee mensen om het leven.
- Bij twee explosies vlak bij een restaurant in India komen meer dan 90 mensen om het leven.
- De Senaat in de Amerikaanse staat Californië stemt voor de legalisering van euthanasie voor terminale patiënten.
- De Egyptische premier Ibrahim Mahlab dient het ontslag van zijn kabinet in bij president Al-Sisi.
- Bij een botsing tussen een passagierstrein en een personenauto in het zuidwesten van Duitsland komen vijf Duitse jongeren om het leven.
- Bij een treinontsporing in het noorden van India komen twee Britse toeristen om het leven.
- De Eurogroep stemt in met een nieuwe tranche financiële noodhulp voor Cyprus.
- Honderden mensen gaan in Curaçao de straat op om te protesteren tegen de vervuiling van de Isla-raffinaderij.

### 13 september
- Bij een rel in een gevangenis in de Amerikaanse staat Oklahoma komen drie gevangenen om het leven.
- Bij een bomaanslag en aanval in het zuidoosten van Turkije komen drie politieagenten om het leven.
- Meer dan 25 bootvluchtelingen verdrinken nadat de boot waar ze in zaten voor de kust van Griekenland zonk.
- De Servische tennisser Novak Đoković wint voor tweede keer in zijn carrière de US Open door in de mannenfinale de Zwitser Roger Federer te verslaan.

### 14 september
- De Nederlandse filmdistributeur A-Film vraagt surseance van betaling aan.
- Egyptische veiligheidstroepen schieten per ongeluk twee Mexicaanse toeristen dood in een woestijn in het westen van land.
- Duitsland voert tijdelijk controles uit langs de grens met Oostenrijk.
- Taliban-strijders bestormen in een gevangenis in de Afghaanse stad Ghazni en bevrijden meer dan 350 gevangenen. Hierbij komen minstens vier politieagenten en twee zelfmoordterroristen om het leven.
- Het treinverkeer tussen Duitsland en Oostenrijk is hervat.
- Malcolm Turnbull volgt Tony Abbott als premier van Australië op na een vertrouwensstemming binnen zijn eigen Liberal Party of Australia.
- Het Nepalese parlement neemt een nieuwe grondwet aan die de Kerken van de Staat scheidt.
- Een metershoog hek blokkeert de toegang van vluchtelingen tot Hongarije.
- De Europese ministers zijn het eens geworden over de verdeling van 40.000 vluchtelingen over Europa.

### 15 september
- Een uitbraak van mazelen eist ruim 400 mensenlevens in Congo.
- Noord-Korea herstart de grootste kerncentrale van het land en zegt bereid te zijn om kernwapens te gebruiken.
- Overstromingen kosten het leven aan minstens vijftien mensen in de Amerikaanse staat Utah.
- De Turkse kustwacht redt ruim 200 bootvluchtelingen; zeker 22 anderen verdrinken.
- Malcolm Turnbull is beëdigd als premier van Australië. Hij volgt Tony Abbott op.
- Hongarije roept de noodtoestand uit in twee grensprovincies met Servië wegens een grote vluchtelingentoestroom.
- De Organisatie voor Economische Samenwerking en Ontwikkeling (OESO) concludeert na onderzoek dat leerlingen die het meest met computers werken de slechtste resultaten behalen.
- Een lawine in Franse Alpen kost het leven aan zeven bergbeklimmers.

### 16 september
- Voor de kust van Chili vindt een zware aardbeving plaats, met een magnitude van 8.3. De beving wordt gevolgd door meerdere zware naschokken. Het aantal doden en gewonden is klein, maar er is veel schade en miljoenen mensen moeten hun huis verlaten.
- Bij een militaire operatie in het schiereiland Sinaï van Egyptische veiligheidsdiensten komen meer dan 50 islamitische militanten om het leven.
- De Nigeriaanse regering onderhandelt met terreurgroep Boko Haram over de vrijlating van ongeveer tweehonderd schoolmeisjes die medio april 2014 werden ontvoerd.
- Bij een raketaanval in de Syrische stad Aleppo komen 38 mensen om het leven.
- Uit een videoreportage van de Amerikaanse nieuwswebsite Vice News komt naar voren dat vluchtelingen uit Eritrea, Somalië en Soedan worden mishandeld en uitgehongerd in hallen zonder toilet door Libische milities, waar ze voor onbepaalde tijd worden vastgehouden.
- Uit onderzoek van het World Wide Fund for Nature blijkt dat sinds 1970 het zeeleven met bijna 50 procent is afgenomen.
- De Jemenitische premier en vice-president Khaled Bahah keert samen met zijn gehele ministersploeg terug in de havenstad Aden na een ballingschap van meer dan zes maanden in Saoedi-Arabië.
- Een rechter in Hongarije vindt een Iraakse vluchteling schuldig aan het illegaal oversteken van de Servisch-Hongaarse grens. De man wordt het land uitgezet en mag Hongarije een jaar lang niet in.
- Het leger van Burkina Faso benoemt de voormalig generaal van de presidentiële garde Gilbert Diendere tot nieuw voorlopig staatshoofd nadat de presidentiële garde de gehele interim-regering van het land in gijzeling nam.

### 17 september
- Een zeer zware aardbeving van 8,3 op de schaal van Richter in Chili kost aan minstens vijf mensen het leven; een miljoen mensen moeten worden geëvacueerd.
- Het Franse kabelbedrijf Altice neemt haar Amerikaanse branchegenoot Cablevision over.
- Uit een onderzoek gepubliceerd in het Britse medisch tijdschrift BMJ komt naar voren dat het gebruik van het antidepressivum paroxetine leidt soms tot gedachten over of pogingen tot zelfmoord bij jongeren die kampen met een ernstige depressie.
- Uit een onderzoek gepubliceerd in het Amerikaanse geneeskundig tijdschrift Science Translational Medicine blijkt dat het drinken van koffie in de avonduren leidt tot een verstoorde biologische klok.
- Het Hof van Justitie van de Europese Unie bepaalt dat luchtvaartmaatschappijen een schadevergoeding moeten betalen aan passagiers bij vertraagde- of geannuleerde vluchten, ook in geval van technische problemen.
- Bij een ontploffing van een tankwagen in Zuid-Soedan komen meer dan 80 mensen om het leven.
- Mozambique is officieel mijnenvrij verklaard.
- Het Amerikaanse stelsel van centrale banken, de Federal Reserve, houdt de rente ongewijzigd op het historische lage niveau van bijna nul procent.

### 18 september
- Archeologen ontdekken in de Duitse stad Frankfurt een massagraf met militairen uit het leger van Napoleon.
- Pakistaanse militairen slaan een aanval van de terreurgroep Taliban op een luchtmachtbasis in de stad Pesjawar af. Hierbij komen zes Taliban-strijders om het leven.
- Kroatië sluit de grens met Servië volledig af wegens een grote instroom van vluchtelingen.
- Een staking legt het openbare leven in Finland grotendeels stil.
- Hongarije begint aan de bouw van een metershoog hek langs de grens met Kroatië.
- Het Japanse hogerhuis stemt in met de defensiewet die de Japanse Zelfverdedigingstroepen van het land meer bevoegdheden geeft.
- Bij luchtaanvallen door het Syrische leger op doelen van IS in de veroverde ruïnestad Palmyra en de zelfbenoemde hoofdstad Raqqa vallen tientallen doden.

### 19 september
- Kroatië stuurt ca. 14.000 vluchtelingen naar de grens met Hongarije, dat hierop dreigt de grens met Kroatië te sluiten. 36 Kroatische agenten die de vluchtelingen hebben begeleid worden door Hongarije opgepakt en kort daarna weer vrijgelaten.
- De Afrikaanse Unie schorst Burkina Faso na de staatsgreep van deze week, waarbij de interim-regering werd afgezet door aanhangers van oud-president Blaise Compaoré.

### 20 september
- Alexis Tsipras wint met zijn partij SYRIZA, die ca. 35% van de stemmen krijgt, opnieuw de verkiezingen in Griekenland. (Lees verder)

### 21 september
- In de VS is autofabrikant Volkswagen in opspraak geraakt wegens het installeren van speciale software die gebruikt wordt tijdens emissietesten om de uitstoot van dieselmotoren te meten. Deze specifieke software schakelt over op een schoner programma waardoor het lijkt alsof de auto's minder vervuilend zijn. (Lees verder)
- Het Hongaarse parlement stemt in met een wet die het leger meer bevoegdheid geeft om de vluchtelingenstroom in het land de kop in te drukken.
- Het leger van Burkina Faso onderhandelt met de presidentiële garde over een overgave van de coupplegers.
- Een rechter in de Amerikaanse staat Georgia veroordeelt de directeur van de Peanut Corporation of America tot 28 jaar cel wegens dood door schuld van negen mensen, die om het leven kwamen door een salmonellabesmetting na het eten van besmette pindakaas.

### 22 september
- De EU-leiders bereiken een akkoord over de door Merkel en Hollande  voorgestelde herverdeling van 120.000 vluchtelingen over de EU-lidstaten. Alleen Tsjechië, Hongarije, Roemenië en Slowakije stemmen tegen, terwijl Finland zich onthoudt van stemmen.
- In het zuiden van Frankrijk zijn twee van de hoogste leiders van de separatistische beweging ETA gearresteerd, meldt de Spaanse krant El País.
- Generaal Gilbert Diendre, een van de coupplegers in Burkina Faso, blijft hoofd van het militaire bewind en weigert te vertrekken.

### 23 september
- De Egyptische president Al-Sisi verleent gratie aan honderd gevangenen, onder wie twee van drie Al Jazeera-journalisten die eind augustus tot een celstraf van drie jaar werden veroordeeld. De derde Al Jazeera-journalist werd eerder het land uitgezet.
- De Colombiaanse regering en de guerrillabeweging FARC bereiken in de Cubaanse hoofdstad Havana een vredesakkoord. Het akkoord behelst onder meer de oprichting van een waarheidscommissie die onderzoek moet doen naar begane misdaden van beide kampen.
- Paus Franciscus verklaart de omstreden Spaanse missionaris Junípero Serra heilig tijdens diens bezoek aan de Verenigde Staten.

### 24 september
- Tijdens de jaarlijkse hadj in Mekka vallen in het gedrang meer dan 2.110 doden en veel gewonden. De meeste doden kwamen volgens AP uit Iran. Zeker 465 Iraniërs zouden zijn omgekomen. Het tweede land is Nigeria met 199 doden, gevolgd door Mali met 198 doden.[1]
- Het Nigeriaanse leger redt meer dan 200 vrouwen en kinderen uit handen van terreurgroep Boko Haram.
- Bij een bomaanslag in een moskee in de Jemenitische hoofdstad Sanaa komen bijna 30 mensen om het leven.
- Paus Franciscus houdt als eerste rooms-katholieke kerkleider een toespraak voor het Amerikaans Congres, waarin hij onder andere de congresleden vroeg om barmhartig te zijn tegenover illegale migranten.

### 25 september
- Aan de Turks- Iraakse grens komen bij een gewapend treffen twee Turkse soldaten en 55 militante Koerden om het leven. Sinds juli is de strijd tussen Turkije en de PKK weer opgelaaid.
- De Republikein John Boehner kondigt zijn ontslag aan als voorzitter van het Amerikaanse Huis van Afgevaardigden.
- Ongeveer tweehonderd Boko Haram-strijders geven zich over aan het Nigeriaanse leger.
- Volgens de Verenigde Naties moeten de wereldleiders een einde maken aan de Syrische burgeroorlog om zo de vluchtelingencrisis te stoppen.
- De Zwitserse justitie start een strafrechtelijk onderzoek naar FIFA-voorzitter Sepp Blatter wegens fraude.

### 26 september
- Het Belgische importbedrijf D'Ieteren legt de verkoop van voertuigen van Volkswagen AG tot nader order stil. Ook Zwitserland verbiedt de verdere verkoop van Volkswagen-dieselauto's, meldt het  Swiss Federal Roads Office. Aanleiding is het afgelopen week aan het licht gekomen gesjoemel door Volkswagen met software voor emissietests. (lees verder)
- De pro-Russische rebellen verdrijven VN-functionarissen alsook medewerkers van internationale niet-gouvernementele organisaties zoals Artsen zonder Grenzen uit Oost-Oekraïne.

### 27 september
- In Catalonië worden verkiezingen gehouden, waarbij de separatistische Junts pel Sí van premier Artur Mas en de eveneens separatistische Candidatura d'Unitat Popular samen een meerderheid behalen in het regionale parlement. Dit is een stap in de richting van een mogelijke Catalaanse afscheiding van Spanje.
- Frankrijk voert haar eerste luchtaanvallen op terreurgroep IS in Syrië.

### 28 september
- Al langer was bekend dat er op Mars water aanwezig is, maar uit metingen van de Mars Reconnaissance Orbiter is geconcludeerd dat er bijna zeker ook stromend water is. Dit is gebleken uit analyses van het pekelgehalte in de Recurring Slope Lineae (RSL's).
- Bij zware gevechten tussen de taliban en troepen van de Afghaanse regering vallen tientallen doden. Het Afghaanse ministerie van Binnenlandse Zaken bevestigt 's avonds dat Kunduz na 14 jaar weer in handen is van de taliban.
- Het Nederlands-Britse energieconcern Royal Dutch Shell stopt voorlopig met het zoeken naar olie op Alaska nadat een proefboring teleurstellende resultaten opleverde.

### 29 september
- Bij gevechten tussen het Afghaanse regeringsleger en terreurgroep Taliban in de stad Kunduz komen meer dan 80 militanten om het leven.

### 30 september
- In de provincie Groningen vindt om 20:05 de zwaarste aardbeving van dit jaar tot nu toe plaats, met een kracht van 3,1 op de schaal van Richter. Het epicentrum ligt bij Hellum. Later in de avond volgt bij het Drentse Emmen een aardbeving met een kracht van 2,3.
- Het Afghaanse leger herovert na felle gevechten de stad Kunduz, die enkele dagen eerder door de taliban was ingenomen.
- Het Russische ministerie van Defensie meldt dat Rusland luchtaanvallen heeft uitgevoerd op Syrië. Volgens het Kremlin waren de aanvallen gericht op IS, maar Franse, Amerikaanse en Syrische bronnen beweren dat er andere doelen zijn geraakt.
- Het Russische parlement geeft toestemming voor het sturen van grondtroepen naar Syrië.
- Frankrijk en Nederland kopen samen twee schilderijen van Rembrandt van de Franse familie Rothschild.

## Overleden
← · januari · februari · maart · april · mei · juni · juli · augustus · september · oktober · november · december ·  →